# Rinchnachmündt
Rinchnachmündt ist ein Dorf und Ortsteil der Stadt Regen im niederbayerischen Landkreis Regen. Bis 1978 bildete es eine selbstständige Gemeinde.

## Lage
Der von der Landwirtschaft geprägte Ort liegt in einer Höhenlage von 530 Metern etwa zwei Kilometer östlich von Regen in der Nähe der Mündung der Rinchnacher Ohe in den Regener See.

## Geschichte
Das am Böhmweg gelegene „Rimchenamunde“ wurde ebenso wie Poschetsried („Parschalchesride“) und Schweinhütt („Swinhutte“) erstmals 1254 im Steuer-Register von Abt Hermann von Niederaltaich erwähnt. Es bildete seit dem 19. Jahrhundert eine eigene Gemeinde, zu der außer Schweinhütt noch Bettmannsäge, Dreieck, Neigerhöhe, Riedham, Wieshof und der Huberhof gehörten.
Im Unterschied zu Schweinhütt an der Bundesstraße 11 und zu Bettmannsäge an der Bayerischen Waldbahn blieb das etwas abgelegene Rinchnachmündt ein stilles Dorf. Die Dorfkapelle mit Dachreiter wurde 1861 erbaut. 
Am 1. April 1964 kamen die Weiler Neigerhöhe, Riedham und Wieshof sowie die Einöde Huberhof (insgesamt 188 ha Gemeindefläche) zur Stadt Regen. Im Zuge der Gemeindegebietsreform fiel am 1. Mai 1978 die verbliebene Gemeinde Rinchnachmündt mit 1181 ha und 939 Einwohnern an die Kreisstadt.

## Sehenswürdigkeiten
- Dorfkapelle. Sie wurde 1861 erbaut. Das Bild zeigt die Kapelle während der Renovierung im Rahmen der Dorferneuerung im Jahr 2009.  Außer der Dorfkapelle prägen einige alte Bauernhöfe mit urtümlichen verschindelten Traidkästen (Getreidespeichern) aus der ersten Hälfte des 19. Jahrhunderts das Ortsbild.

## Vereine
- Dorfverein Rinchnachmündt